# Greytown (Nicaragua)
Antiguo puerto libre inglés, conocido como San Juan de Nicaragua, en donde habitaron diferentes comunidades europeas y aristócratas.
En 1538 se encontraba bajo el dominio español, representado por Rodrigo Contreras.
Durante la dominación española San Juan se destacó por su auge comercial, lo que permitió que en el año de 1796 se le denominara Puerto libre, con las mismas prerrogativas que gozaban en aquella época los puertos de Omoa en Honduras y de Santo Tomás de Castilla en Guatemala.
El 1 de enero de 1848 los ingleses ocupan militarmente el viejo San Juan, puerta del posible canal interoceánico. Poco antes el Rey Misquito George Augustus Frederic II le había cambiado el nombre a San Juan por Greytown en homenaje al entonces gobernador de Jamaica Sir Charles Grey.
Greytown se convirtió en la práctica en un Puerto Libre con su propio gobernador local y con representaciones diplomáticas de varios países.
En el siglo 21 se comenzó a industrializar la zona y alrededor de 10 hoteles están en la zona. En 2012 el gobierno de Nicaragua decidió que necesitaban un aeropuerto internacional en Greytown y así se hizo. 
- Datos: Q8965091
- Multimedia: Grey Town / Q8965091